# Open Castilla y León 2007
L'Open Castilla y León 2007 è stato un torneo di tennis facente parte della categoria ATP Challenger Series nell'ambito dell'ATP Challenger Series 2007. Il torneo si è giocato a Segovia in Spagna dal 30 luglio al 5 agosto 2007 su campi in cemento.

## Vincitori

### Singolare
Fernando Verdasco ha battuto in finale  Alun Jones con il punteggio di 6–2, 6–4

### Doppio
Rohan Bopanna /  Aisam-ul-Haq Qureshi hanno battuto in finale  Michel Kratochvil /  Gilles Müller con il punteggio di 7–6(8), 6–3